# Max Strus
Max Strus (Hickory Hills, Illinois; 28 de marzo de 1996) es un baloncestista estadounidense que pertenece a la plantilla de los Cleveland Cavaliers de la NBA. Con 1,96 metros de estatura, ocupa la posición de escolta.

## Trayectoria deportiva

### Universidad
Jugó dos temporadas con los Flyers de la Universidad Lewis de la División II de la NCAA, en las que promedió 16,8 puntos, 6,9 rebotes, 2,9 asistencias y 1,4 robos de balón por partido. En su primera temporada fue incluido en el segundo mejor quinteto de la Great Lakes Valley Conference, mientras que al año siguiente lo fue en el primero.
En 2016 fue transferido a los Blue Demons de la Universidad DePaul, ya en la División I, y tras el año que impone sin jugar la NCAA, jugó dos temporadas más, en las que promedió 18,6 puntos, 5,8 rebotes, 2,5 asistencias y 1,1 robos de balón.

#### Estadísticas
NCAA Division II
| Año     | Equipo | PJ | PT | MPP  | %TC  | %3P  | %TL  | RPP | APP | ROB | TPP | PPP  |
| ------- | ------ | -- | -- | ---- | ---- | ---- | ---- | --- | --- | --- | --- | ---- |
| 2014–15 | Lewis  | 31 | 31 | 28.8 | .521 | .352 | .773 | 5.3 | 2.2 | 1.5 | .8  | 13.3 |
| 2015–16 | Lewis  | 33 | 33 | 36.2 | .455 | .360 | .823 | 8.4 | 3.5 | 1.2 | .8  | 20.2 |
| Total   | Total  | 64 | 64 | 32.6 | .479 | .357 | .807 | 6.9 | 2.9 | 1.4 | .8  | 16.8 |

NCAA Division I
| Año     | Equipo | PJ | PT | MPP  | %TC  | %3P  | %TL  | RPP | APP | ROB | TPP | PPP  |
| ------- | ------ | -- | -- | ---- | ---- | ---- | ---- | --- | --- | --- | --- | ---- |
| 2017–18 | DePaul | 31 | 31 | 35.6 | .408 | .333 | .803 | 5.7 | 2.7 | 1.3 | .5  | 16.8 |
| 2018–19 | DePaul | 35 | 35 | 37.4 | .429 | .363 | .842 | 5.9 | 2.2 | .9  | .5  | 20.1 |
| Total   | Total  | 66 | 66 | 36.6 | .420 | .350 | .825 | 5.8 | 2.5 | 1.1 | .5  | 18.6 |

### Profesional
Tras no ser elegido en el Draft de la NBA de 2019, se unió a los Boston Celtics para disputar las Ligas de Verano de la NBA, promediando 9,7 puntos y 2,7 rebotes en los cinco partidos que jugó. En octubre firmó contrato con los Celtics, pero fue finalmente uno de los últimos descartes del equipo antes del comienzo de la temporada.
Tras ser cortado por los Celtics, el 22 de octubre firmó un contrato dual con los Chicago Bulls y su filial en la G League, los Windy City Bulls.
El 30 de noviembre de 2020 firmó contrato con los Miami Heat.
En su segundo año con los Heat, el 17 de diciembre de 2021 ante Orlando Magic consigue la máxima anotación de su carrera con 32 puntos.
En su tercera temporada en Miami disputa 80 encuentros, 33 de ellos como titular. El 14 de abril de 2023, consigue 31 puntos en el partido definitivo de 'Play-In' ante Chicago Bulls, para alcanzar los playoffs.
Tras tres temporadas en Miami, el 1 de julio de 2023 es traspasado a Cleveland Cavaliers y firma una extensión de contrato de 4 años y $63 millones.
Durante su primera temporada en Cleveland, el 27 de febrero de 2024 ante Dallas Mavericks, anota 21 puntos incluyendo 5 triples sin fallo en los últimos cuatro minutos y la canasta ganadora sobre la bocina desde su campo.

## Estadísticas de su carrera en la NBA

### Temporada regular
| Año     | Equipo    | PJ  | PT  | MPP  | %TC  | %3P  | %TL   | RPP | APP | ROB | TPP | PPP  |
| ------- | --------- | --- | --- | ---- | ---- | ---- | ----- | --- | --- | --- | --- | ---- |
| 2019-20 | Chicago   | 2   | 0   | 3.0  | .667 | .000 | 1.000 | .5  | 0   | 0   | 0   | 2.5  |
| 2020-21 | Miami     | 39  | 0   | 13.0 | .455 | .338 | .667  | 1.1 | .6  | .3  | .1  | 6.1  |
| 2021-22 | Miami     | 68  | 16  | 23.3 | .441 | .410 | .792  | 3.0 | 1.4 | .4  | .2  | 10.6 |
| 2022-23 | Miami     | 80  | 33  | 28.4 | .410 | .350 | .876  | 3.2 | 2.1 | .5  | .2  | 11.5 |
| 2023-24 | Cleveland | 70  | 70  | 32.0 | .418 | .351 | .794  | 4.8 | 4.0 | .9  | .4  | 12.2 |
| Total   | Total     | 259 | 119 | 25.5 | .424 | .365 | .811  | 3.2 | 2.2 | .6  | .2  | 10.6 |

### Playoffs
| Año   | Equipo    | PJ | PT | MPP  | %TC  | %3P  | %TL   | RPP | APP | ROB | TPP | PPP  |
| ----- | --------- | -- | -- | ---- | ---- | ---- | ----- | --- | --- | --- | --- | ---- |
| 2021  | Miami     | 2  | 0  | 3.0  | .000 | —    | —     | .0  | .0  | .0  | .0  | .0   |
| 2022  | Miami     | 18 | 18 | 29.0 | .374 | .331 | .722  | 4.1 | 2.1 | .8  | .4  | 10.9 |
| 2023  | Miami     | 23 | 23 | 28.1 | .402 | .319 | .800  | 3.6 | 1.4 | .3  | .3  | 9.3  |
| 2024  | Cleveland | 12 | 12 | 36.1 | .408 | .347 | 1.000 | 5.3 | 2.9 | .8  | .0  | 9.5  |
| Total | Total     | 55 | 53 | 29.3 | .392 | .330 | .792  | 4.0 | 1.9 | .6  | .3  | 9.5  |